# Guido I. (Flandern)
Guido von Flandern (* um 1226; † 7. März 1305 in Compiègne) aus dem Hause Dampierre war regierender Graf von Flandern zur Zeit der Sporenschlacht.

## Leben
Guido war der zweite Sohn von Gräfin Margarete II. von Flandern aus deren Ehe zu Wilhelm II. von Dampierre. Nach dem Tod seines älteren Bruders Wilhelm in einem Turnier 1251 wurde Guido gemeinsam mit seiner Mutter Herrscher von Flandern. Er hatte gemeinsam mit dieser gegen die Abkömmlinge seiner Mutter aus deren erster Ehe aus dem Hause Avesnes zu kämpfen. Im Erbfolgekrieg von Flandern und Hennegau geriet er nach der verlorenen Schlacht bei Westkapelle 1253 in Gefangenschaft. Durch die Vermittlung von König Ludwig IX. von Frankreich kam er 1256 wieder frei.
Er erwarb 1263 für Flandern die vorher schon einmal verbundene Grafschaft Namur zurück. 1270 nahm er am Siebten Kreuzzug teil.

## Guidos Kampf um die Unabhängigkeit Flanderns

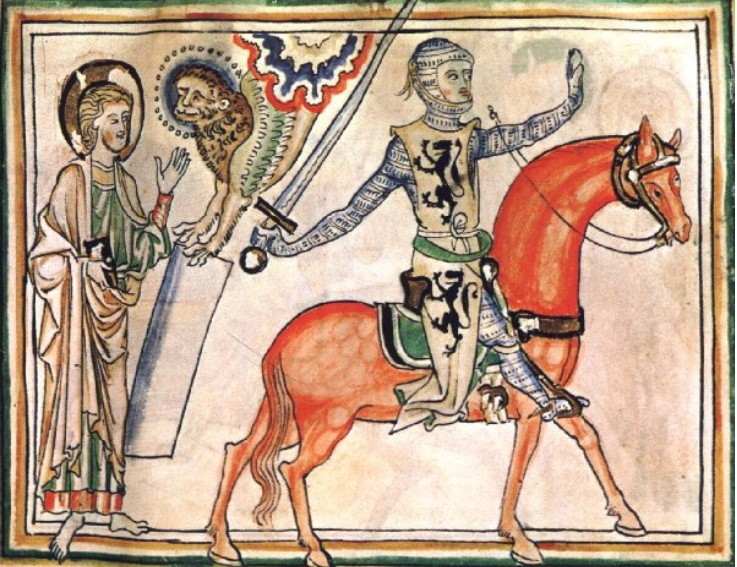
Graf Guido von Flandern, dargestellt als roter apokalyptischer Reiter. Illumination aus dem Spieghel Historiael von Jacob van Maerlant, 14. Jahrhundert.

Ludwigs Enkel, König Philipp der Schöne von Frankreich, der seit 1285 herrschte, stützte seinen Einfluss in Flandern nun vor allem auf die Patrizier in den Städten. Obwohl diese ihre wirtschaftliche und politische Stärke durch ihren Tuchhandel mit England begründeten, waren sie auf gute Beziehungen mit dem König bedacht, der ihre Handelsprivilegien mit England akzeptierte und sie vor dem Zugriff eines starken Grafen schützte. Graf Guido strebte nun danach, seine gräfliche Würde zu ihrer alten fast souveränen Stellung zurückzuführen und sich vom königlichen Einfluss zu befreien.
In König Eduard I. von England fand er einen Verbündeten gegen Philipp IV., da dessen Interessen ähnlicher Natur waren. Im Jahr 1294 nahm Graf Guido enge diplomatische Beziehungen zu Eduard auf und verlobte eine seiner Töchter mit dem Prince of Wales. Philipp verweigerte dazu erwartungsgemäß die notwendige Einwilligung, und Guido musste nachhaltige Treue schwören, setzte trotzdem seine Politik fort und gewann in Grammont im Dezember 1296 den deutschen König Adolf von Nassau, der ein Erstarken Frankreichs im lothringisch-niederländischen Raum verhindern wollte, und weitere Reichsfürsten für seine Sache. Nachdem Philipp den Grafen aufforderte, diese Handlungen zu erklären, kündigte dieser am 20. Januar 1297 sein Vasallitätsverhältnis zu Frankreich auf. Der König berief darauf ein Pairsgericht ein, welches den Grafen wegen Hochverrats und der Felonie verurteilte und ihm sein Lehen entzog. Weiterhin erreichte Philipp beim Papst die Verhängung des Kirchenbanns über Graf Guido und des Interdikts über Flandern.
Die militärische Bekämpfung des antifranzösischen Bündnisses ging Philipp entschlossen an. Graf Robert II. von Artois führte ein Heer nach Flandern, mit dem er eine Stadt nach der anderen, darunter Kortrijk, Dünkirchen, Bergen und Brügge, einnehmen konnte. Begünstigt wurden diese schnellen Erfolge durch die für Frankreich positiv gesinnten Patrizier und der dem Grafen Guido versagten Unterstützung des deutschen Königs, der nach einer Zahlung französischen Goldes und aufgrund päpstlichem Drucks trotz seines Bündnisses mit Flandern und England auf einen Krieg verzichtete.
Am 20. August 1297 kam es bei Veurne (frz. Furnes) zur Schlacht, in der die Franzosen unter Robert von Artois über das flämische Heer siegten. Nachdem die königlichen Truppen am 26. August 1297 Lille eingenommen hatten, war Graf Guido, der sich nur noch in Gent halten konnte, bereit, einen Waffenstillstand einzugehen, der unter päpstlicher Vermittlung am 9. Oktober in Vyve-Saint-Bavon geschlossen und 1298 in Tournai um zwei Jahre verlängert wurde.
Nach Auslaufen des Waffenstillstandes im Jahr 1300 gab Guido den Kampf auf. Bereits ein Jahr zuvor wurde sein einzig wirklicher Bündnispartner, Graf Heinrich III. von Bar, gefangen genommen und Eduard I. versöhnte sich mit Frankreich, nachdem Philipp die Besetzung der Guyenne, die seinem Bruder Karl von Valois wenige Jahre zuvor gelungen war, aufgehoben hatte. Eine Weiterführung des Kampfes war für den Grafen unter diesen Umständen aussichtslos. Trotz des Ehrenwortes Karls von Valois auf ein freies Geleit wurde Guido mit seinem ältesten Sohn Robert von Béthune bei der Zusammenkunft mit dem König von diesem in ritterliche Haft genommen, Guido in Compiègne, Robert in Bourges. Flandern wurde der Verwaltung königlicher Statthalter anvertraut. Philipp erschien persönlich 1301 in Flandern, wo er die Seeblockade Gents durch Eduard I. von England auflöste und neue Festungen anlegte. In einem 1301 in Brügge unterzeichneten Vertrag wurden die neuen Herrschaftsverhältnisse bestimmt.
Trotz dieses Erfolgs büßte die Krone in der flämischen Bevölkerung schnell an Ansehen und Rückhalt ein. Ausschlaggebend war hier Philipps rigide Finanzpolitik, der trotz des Endes des Krieges die erhobene Kriegssteuer nicht abschaffen wollte. Dies versetzte die schon seit längerem sozial benachteiligten Handwerker in Aufruhr, welche einige Häuser der wohlhabenden Patrizier und Tuchhändler angriffen. Daraufhin ließ der Statthalter Jacques de Châtillon die Städte Brügge und Gent mit einer Besatzung versehen. Doch am Morgenläuten des 18. Mai 1302 drangen die Bürger von Brügge in die Unterkünfte der königlichen Soldaten ein und töteten wahrscheinlich mehrere Hundert von ihnen.
Der Aufstand ergriff alle flämischen Städte, die sich hinter Johann I. von Namur und Guido von Namur, zwei jüngeren Söhnen Guidos, sammelten. Philipp reagierte darauf mit der Entsendung eines Heeres unter Robert von Artois. Wider Erwarten wurden die französischen Ritter am 11. Juli 1302 in der Sporenschlacht bei Kortrijk (Coutrai) von dem Bürgerheer der Flamen vernichtend geschlagen, in der mehr als siebenhundert Ritter ihr Leben verloren, darunter die gesamte militärische Führung Frankreichs, unter anderen auch Robert von Artois und Jacques de Châtillon.
Nach der Sporenschlacht wurde Guido für kurze Zeit freigelassen, um den Ausgleich zu verhandeln. Insofern kam es erneut zum Krieg mit Frankreich und zur Vernichtung der flämischen Flotte 1304. Guido kam erneut in französische Gefangenschaft, in der er 1305 in Compiègne verstarb. Sein Leichnam wurde nach Flandern überführt und in der Abtei von Flines-lez-Raches begraben.

## Familiäres
Mit sechzehn Kindern aus zwei Ehen hatte Guido I. von Flandern für mittelalterliche Verhältnisse eine große Anzahl an Nachkommenschaft. Seit 1246 war er verheiratet mit Mathilde de Béthune († 1264), Tochter und Erbin des Sire Robert VII. de Béthune († 1248). Ihre Kinder waren:
- Robert III. († 1322), Graf von Flandern
- Wilhelm († 1311), Herr von Dendermonde
- Johann († 1292), 1279, Bischof von Metz, 1282 Bischof von Lüttich
- Margarete († 1285), ⚭ Herzog Johann I. von Brabant († 1294)
- Balduin († 1296)
- Maria († 1297), ⚭ (1) Wilhelm von Jülich († 1278); ⚭ (2) Simon II., Seigneur de Châteauvillain († 1305) (Maison de Broyes)
- Beatrix († 1296), ⚭ Graf Florens V. von Holland († 1296)
- Philipp († 1308), Graf von Teano und Chieti

In zweiter Ehe war er seit 1264 mit Isabella von Luxemburg († 1298) verheiratet, einer Tochter des Grafen Heinrich V. von Luxemburg († 1281). Ihre Kinder waren:
- Margarete († 1331), ⚭ (1) Prinz Alexander von Schottland († 1284); ⚭ (2) Graf Rainald I. von Geldern († 1326)
- Johanna († 1296), Nonne in Flines
- Beatrix († nach 1307), ⚭ Hugo II. von Châtillon († 1307), Graf von Blois und Dunois
- Johann I. († 1330), Graf von Namur
- Guido († 1311 in Pavia), Herr von Renaix, Graf von Zeeland
- Heinrich († 1337), Graf von Lodi ⚭ Margareta von Kleve, Tochter von Dietrich VIII. Graf von Kleve
- Isabella († 1323), ⚭ Johann I. von Fiennes
- Philippine († 1304), 1296 verlobt mit dem Prince of Wales, dem späteren König Eduard II. von England